# Джейден Аддай
Джейден Осей Аддай (нід. Jayden Osei Addai; нар. 26 серпня 2005) — нідерландський футболіст, вінгер італійського клубу «Комо».

## Клубна кар'єра

### АЗ
Виступав за юнацьку команду ВПВ (Пюрмерстейн), 2016 року приєднався до академії АЗ. В грудні 2020 року підписав з клубом свій перший професіональний контракт, що розрахований до літа 2023 року. 8 квітня 2022 року дебютував за «Йонг АЗ» в матчі Еерстедивізі проти команди «Еммен», замінивши Ріквеніо Кевала. Влітку 2022 року підписав новий контракт з АЗ до літа 2025 року.
6 березня 2023 року в поєдинку проти «Віллема II» забив свій перший гол у професіональній кар'єрі. В сезоні 2022–23 разом з молодіжною командою АЗ виграв Юнацьку лігу УЄФА, відзначившись у фінальному матчі проти «Хайдука».
14 листопада 2023 року продовжив контракт з клубом до середини 2028 року. 26 листопада 2023 року дебютував в основному складі АЗ в матчі Ередивізі проти «Волендама», вийшовши на заміну Ернесту Поку. 30 листопада в поєдинку Ліги конференцій УЄФА проти боснійського «Зрінськи» дебютував у єврокубках.
18 грудня 2024 року в матчі Кубка Нідерланлів проти «Гронінгена» забив свій перший гол за АЗ. 4 травня 2025 року в поєдинку проти клубу «Гоу Егед Іглз» вперше відзначився м'ячем в Ередивізі.

### «Комо»
4 липня 2025 року перейшов в італійський «Комо», підписавши п'ятирічний контракт. Сума трансферу становила 14 млн євро.

## Кар'єра в збірній
Народився у Нідерландах та має ганське походження. Виступав за збірну Нідерландів до 19 років.

## Статистика виступів
Станом на 25 травня 2025
| Клуб              | Сезон             | Чемпіонат         | Чемпіонат | Чемпіонат | Кубок | Кубок | Єврокубки | Єврокубки | Інші  | Інші | Всього | Всього |
| Клуб              | Сезон             | Дивізіон          | Матчі     | Голи      | Матчі | Голи  | Матчі     | Гол       | Матчі | Голи | Матчі  | Голи   |
| ----------------- | ----------------- | ----------------- | --------- | --------- | ----- | ----- | --------- | --------- | ----- | ---- | ------ | ------ |
| Йонг АЗ           | 2021–22           | Еерстедивізі      | 4         | 0         | –     | –     | –         | –         | –     | –    | 4      | 0      |
| Йонг АЗ           | 2022–23           | Еерстедивізі      | 16        | 1         | –     | –     | –         | –         | –     | –    | 16     | 1      |
| Йонг АЗ           | 2023–24           | Еерстедивізі      | 19        | 10        | –     | –     | –         | –         | –     | –    | 19     | 10     |
| Йонг АЗ           | 2024–25           | Еерстедивізі      | 12        | 7         | –     | –     | –         | –         | –     | –    | 12     | 7      |
| Йонг АЗ           | Всього            | Всього            | 51        | 18        | 0     | 0     | 0         | 0         | 0     | 0    | 51     | 18     |
| АЗ                | 2023–24           | Ередивізі         | 8         | 0         | 2     | 0     | 2         | 0         | –     | –    | 12     | 0      |
| АЗ                | 2024–25           | Ередивізі         | 17        | 1         | 3     | 2     | 3         | 0         | 0     | 0    | 23     | 3      |
| АЗ                | Всього            | Всього            | 25        | 1         | 5     | 2     | 5         | 0         | 0     | 0    | 35     | 3      |
| Комо              | 2025–26           | Серія A           | 0         | 0         | 0     | 0     | —         | —         | —     | —    | 0      | 0      |
| Всього за кар'єру | Всього за кар'єру | Всього за кар'єру | 76        | 19        | 5     | 2     | 5         | 0         | 0     | 0    | 86     | 21     |

1. ↑  Матчі в Лізі конференцій УЄФА
2. ↑  Матчі в Лізі Європи УЄФА

## Досягнення
АЗ (мол.)
- Переможець Юнацької ліги УЄФА: 2022–23[13]